# Philoxerus portulacoides
Philoxerus portulacoides är en amarantväxtart som beskrevs av A. St.-hil. Philoxerus portulacoides ingår i släktet Philoxerus och familjen amarantväxter. Inga underarter finns listade i Catalogue of Life.